# Виши
Виши́ (фр. Vichy [viʃi], окс. Vichèi) — французский город и коммуна, расположенный в департаменте Алье региона Овернь — Рона — Альпы, к юго-востоку от Парижа. В прежние времена Виши принадлежал исторической провинции Бурбонне. Территориально находится на окраине исторической области Окситания.
Среди городов департамента Виши занимает второе место по численности населения, уступая городу Монлюсон, среди городов региона, Виши занимает четвёртое место по численности населения, уступая столице региона Клермон-Феррану, Монлюсону и Орийаку.
Французский бальнеологический курорт, термальные источники которого известны со времён Диоклетиана. В 1940 году место созыва Национального собрания, передавшего власть маршалу Петену, а затем до 1944 года — резиденция коллаборационистского правительства с ним во главе (это правительство получило название режим Виши, а его сторонники стали называться вишистами).
С 2021 года включён в Список Всемирного наследия ЮНЕСКО в категорию Великие курортные города Европы.

## География

### Местоположение
Виши располагается на берегах реки Алье, крупного притока Луары. Высота местности составляет в среднем 263 метра над уровнем моря.
Рельеф местности, типичный для равнинной речной долины, оттеняется близостью «бурбонских гор».
Виши расположен в 56 км к югу от административного центра департамента, города Мулен, и в 50 км северо-восточнее административного центра региона, города Клермон-Ферран.

### Климат
В Виши континентальный климат, имеющий явное влияние соседней гористой местности в виде избыточного уровня осадков — в среднем 790 мм в год.
Метеорологическая станция размещена на высоте 249 метров в районе аэродрома у городка Шармей, в 7 километрах к северо-востоку от центра Виши.
| Показатель                                | Янв. | Фев. | Март | Апр. | Май | Июнь | Июль | Авг. | Сен. | Окт. | Нояб. | Дек. | Год  |
| ----------------------------------------- | ---- | ---- | ---- | ---- | --- | ---- | ---- | ---- | ---- | ---- | ----- | ---- | ---- |
| Средний суточный максимум, °C             | 7,4  | 9    | 13   | 15,8 | 20  | 23,5 | 26,4 | 26,1 | 22,2 | 17,6 | 11,2  | 7,8  | 16,7 |
| Средний суточный минимум, °C              | −0,4 | −0,2 | 1,9  | 3,9  | 8,1 | 11,2 | 13,3 | 12,9 | 9,8  | 7,3  | 2,8   | 0,4  | 6,0  |
| Источник: Официальная станция Метео-Франс |      |      |      |      |     |      |      |      |      |      |       |      |      |

## Топонимика
Обсуждается 4 гипотезы происхождения названия Виши:
1. Кельтское происхождение (Сила воды) — образованное от Wich (сила или доблесть) и y (вода).
2. От древнеримского Vicus calidus (Горячий квартал) (с последующим упрощением до Vicus).
3. Галло-романское имя Vipiacus (имение Випиуса), которое фонетически трансформировалось в Средние века в Vichiacus, а ещё позже — в Vichy.
4. На латыни Vici во множественном числе означает группу деревень.

## История

### Античный период
Наличие брода через реку Flumen Elaver (река Алье) и открытие термальных источников побудили галло-римлян основать небольшое поселение рядом с мостом, по которому должен был проходить Юлий Цезарь в 52 году до н. э., отступая от Герговии.
На протяжении двух первых столетий нашей эры это поселение процветало, благодаря своим термальным источникам. В конце III века император Диоклетиан провёл обширную административную и кадастровую реформу. Именно в этот период появился топоним Vipiacus (аграрное хозяйство некоего Vipius), который фонетически трансформировался в Vichiacus, а затем в Vichier на окситанском наречии, и который в современном французском языке пишется как Vichy.

### Период Средневековья
2 сентября 1344 года герцог Нормандии и будущий король Франции Иоанн II передал своему верному соратнику бурбонскому герцогу Пьеру I шателению Виши, назначив его, спустя год, наместником в Бурбонне, Оверни, Берри и Марше. После приобретения 6 декабря 1374 года сыном Пьера I бурбонским герцогом Людовиком II последней части шато Виши, поселение Виши оказалось полностью присоединено к герцогству Бурбон. В 1410 году здесь была основана монашеская обитель целестинцев, где находились 12 монахов. Остатки строений этой обители, располагавшейся над источником Селестен (фр. Célestins), можно видеть и в наше время.

### Новое время
В 1527 году бурбонское герцогство было присоединено к землям короны Франции.
Начиная с конца XVI века в Виши стали приезжать курортники и его минеральные источники вскоре приобрели широкую известность. Некоторые интенданты, к примеру Фуэ, Шомель, распорядились выполнить систематизацию лечебных процедур и повысили престиж курорта, привлекая сюда знаменитых личностей.
В частности, маркиза де Севинье, отдыхавшая в Виши в 1676 и в 1677 годах, стала широко пропагандировать в своих письмах идею питья минеральных вод и принятия термальных ванн. Воды Виши, избавившие её от неловкого ревматизма суставов рук, позволили ей в полной мере дать ход своему блестящему и прециозному перу.
В 1761 и 1762 годах Виши впервые посетили Мадам Аделаида и Мадам Виктуар, дочери короля Франции Людовика XV, которые в 1785 году вернулись сюда снова. Бальнеологический курорт показался им весьма неприятным из-за болотистых ближних окрестностей и большого количества курортников. По возвращении в Версаль они просили своего племянника, короля Людовика XVI, распорядиться о постройке более удобных и вместительных водолечебниц (которые и были сооружены в Виши в 1787 году).

### Новейшая эпоха

#### От Французской революции до конца Третьей республики

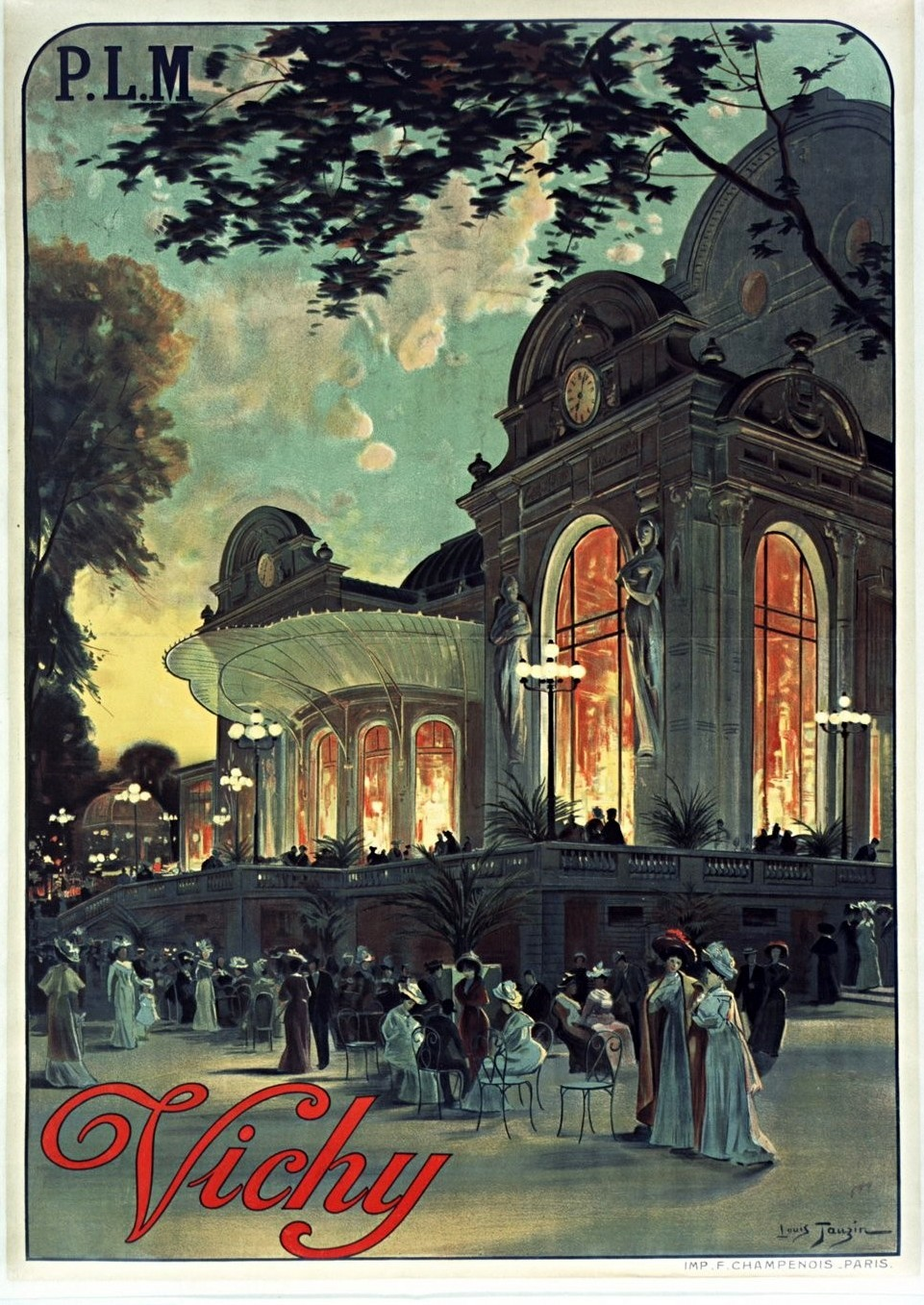
Рекламный плакат работы Луи Тозена (1910 год)

В 1799 году в Виши принимала лечебные процедуры мать Наполеона I Летиция Рамолино, посетившая курорт в сопровождении своего сына Луи. В период Первой империи по указу Императора от 1812 года в Виши был заложен Парк источников, существующий и в наше время.
В годы правления короля Карла X массовый приток курортников заставил расширить мощности бальнеологического курорта. Дофина Франции Мария Тереза Французская распорядилась расширить строения Жансона, сохранив тот же стиль благодаря проекту Розе-Бово (работы были завершены в 1830 году).
Начиная с 1844 по 1853 год в Виши ставили множество театральных и лирических постановок в салонах курорта, где оркестром дирижировал Исаак Штраус.
В XIX веке посещение Виши вошло в моду, сюда приезжали известные личности той эпохи. Однако именно посещения императора Наполеона III, который приезжал в Виши с 1861 по 1866 год, вызвали коренную реконструкцию города. Река Алье была перегорожена плотиной. Пейзажные парки общей площадью 13 гектаров были устроены на месте болотной трясины. Вдоль заново проложенных длинных и прямых улиц были возведены шале и павильоны, предназначенные для размещения императора и его окружения.
Развлечениям в Виши также уделялось существенное внимание: в глубине парка источников было построено казино в стиле эклектики, открытие которого состоялось в 1865 году. Император Наполеон III сыграл важнейшую роль в развитии маленького бальнеологического курорта, который, не имея каких-либо промышленных предприятий и находясь в стороне от важных транспортных магистралей, сумел в течение 50 лет увеличить число своих жителей и посетителей в 10 раз.
Следующая большая строительная кампания развернулась в Виши в годы Прекрасной эпохи. В 1903 году были торжественно открыты Оперный театр, Павильон источников и Большой термальный комплекс в восточном стиле, холл которого был декорирован художником Альфонсом Осбером в 1902—1904 годах.
В 1900 году Парк источников получил великолепные крытые галереи для прогулок. Имея 700 метров в длину, галерея была украшена фризом с изображением чертополоха, выполненного инженером Эмилем Робером. В первой половине XX века в Виши высоким темпом возводились самые разнообразные частные особняки и эксклюзивные отели, к примеру Aletti Palace или Astoria Palace.

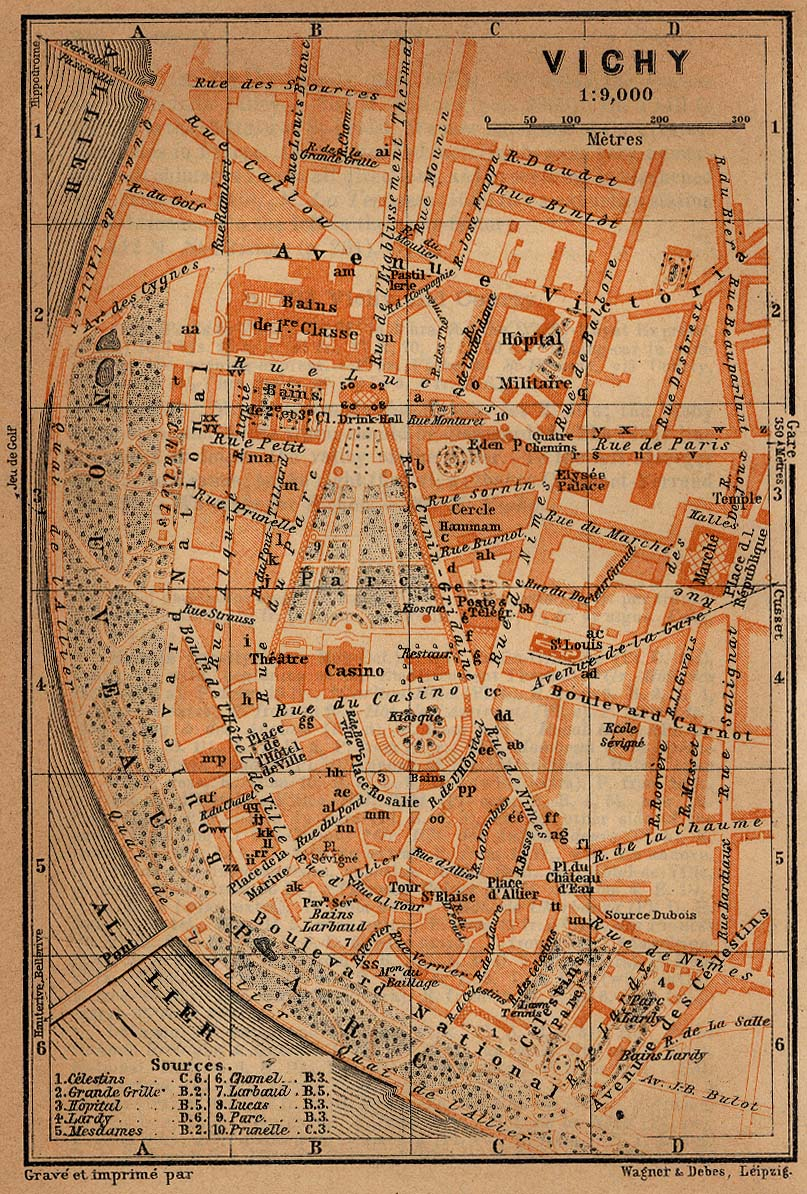
План города Виши в 1914 году

В 1900 году Виши принял 40000 курортников, а накануне Первой мировой войны Виши посетили уже около 100000 человек. Пик популярности бальнеологического курорта пришёлся на 1930-е годы. Успех бальнеологических процедур заставил Концессионное общество, управляющее курортом, снова наращивать его мощность, построив термальные центры Bains Callou и Bains Lardy. Оперный театр, построенный в стиле модерн и открытый в 1903 году, принимал на своей сцене самых знаменитых мировых талантов той эпохи: Виши стал летней музыкальной столицей Франции. Однако начавшаяся в 1914 году Первая мировая война оказала крайне отрицательное влияние на курорт Виши.

#### Режим Виши
В межвоенный период популярность бальнеологического курорта снова пошла вверх, однако именно Вторая мировая война вывела Виши на передний план истории.
В результате второго компьенского перемирия, заключённого между Германией и Францией 22 июня 1940 года, страна была разделена на две зоны и в Виши было размещено правительство одной из них. В выборе Виши в качестве столицы коллаборационистского режима важную роль сыграла его относительная близость к Парижу (4,5 часа по железной дороге), а демаркационная линия, проходившая через мост Режеморт, находилась в 50 км от Виши. Но ещё важнее было то, что Виши в то время располагал вторым во Франции гостиничным фондом (значительная часть отелей была самого высокого класса). Город управлялся французским государством через Концессионное общество термальных источников Виши. Наличие в Виши самой современной телефонной станции и главного почтамта, построенного в 1935 году по проекту архитектора Леона Азема, чтобы дать иностранным постояльцам отелей самые современные средства связи, обеспечило связь Виши со всем миром. Кандидатура находящегося неподалёку города Клермон-Ферран была отвергнута по причине многочисленного рабочего населения, трудившегося на заводах Michelin. Наконец, наличие фермерских и животноводческих хозяйств вокруг Виши позволило обеспечивать продовольствием государственных служащих.
Также рассматривалась заявка Лиона, но она была отклонена, поскольку Лион являлся вотчиной французского радикального политика Эдуара Эррио. Кандидатуры Марселя и Перпиньяна были отклонены по причине высокого количества эмигрантов. Пьер Лаваль, бывший премьер-министр и сторонник коллаборационистского режима, активно поддерживал кандидатуру Виши, поскольку он владел усадьбой в своей родной деревне Шательдон, находившейся в 24 км от Виши.
1 июля 1940 года правительственные структуры заняли большое количество особняков и отелей в Виши. 670 парламентариев (сенаторов и депутатов) собрались в Виши 4 июля 1940 года для участия в работе палат Национального собрания. 09 и 10 июля 1940 года, в пышном зале оперного театра, парламентарии проголосовали за наделение конституционными полномочиями нового главу французского государства маршала Петена. Республиканская форма правления была де факто уничтожена на следующий день провозглашением первого Конституционного акта Виши; ему на смену пришло Французское государство с Филиппом Петеном в качестве главы государства. Против проголосовали только 80 парламентариев из 649 участвовавших.
Начиная с этой даты, Виши на протяжении четырёх лет являлся резиденцией французского правительства.
Историки часто используют метонимию Виши подразумевая Режим Виши. Термин вишисты используется для указания на принадлежность людей к числу сторонников этого режима и ни в коем случае не обозначает жителей города.

#### Четвёртая и Пятая французские республики
1950-е и 1960-е года стали самыми роскошными десятилетиями для Виши, поскольку в городе побывали самые известные личности, к примеру коронованные особы (паша из Марракеша Тами аль-Глауи, князь Монако Ренье III), и город процветал благодаря массовым приездам клиентуры из французских территорий Северной Африки, полюбившей проводить свои каникулы в Виши, и тратившей здесь крупные денежные суммы, развлекаясь и одеваясь… В 1960 году в городе Виши находилось 13 кинотеатров (где иногда проходили предпремьерные показы новых кинолент), 8 танцполов, 3 театра (в Grand Casino устраивали постановки опер и оперетт, в Casino des Fleurs давали комедии и выступали шансонье, Casino Élysée Palace)… Именно в этот период Виши получил статус «королевы термальных курортов».
В тот период ежегодно, начиная с июня по сентябрь, фактически устанавливался воздушный мост, соединявший аэропорт Виши-Шармель с аэродромами Алжира. Благодаря усилиям мэра Пьера Кулона (1950—1967) было создано озеро Алье (наполнение водой состоялось 10 июня 1963 года) и построен Парк, охватывающий все виды спорта (1963—1968), в результате чего город получил облик, существующий в наше время.
Однако война за независимость Алжира от Франции и последующий процесс деколонизации привели к очередному периоду упадка для термального курорта и самого города Виши, которому потребовалось приспособиться к новым, значительно менее благоприятным, условиям. Необходимость погашения существенных инвестиций в новой обстановке обязала мэра города Жака Лакарена (1967—1989), пришедшего на смену скоропостижно скончавшемуся Пьеру Кулону, придерживаться более осмотрительной политики управления городом.
Начиная с 1989 года мэром города является Клод Малюре (фр. Claude Malhuret). Под его руководством в городе была успешно проведена важная программа реконструкции и модернизации; был реорганизован центр города с устройством пешеходных зон, был модернизирован и приведён в порядок гостиничный сектор, реконструированы и отремонтированы водолечебницы, возведён центр бальнеотерапии, деятельность которого направлена на поддержание формы и хорошего самочувствия, выполнена инвентаризация архитектурного наследия, создан конгресс-центр в помещении бывшего казино, выполнены реставрационные работы в оперном театре.
В ноябре 2008 года Виши принял у себя Саммит Европейского Союза, посвящённый иммиграционной политике, организованный французским министром труда, социальных отношений и солидарности Брисом Ортефё, в ходе которого были устроены крупные протесты. Манифестацию, собравшую 3000 противников саммита, организовала депутат Европарламента французская социалистка Катрин Ги-Кен; многим желающим присоединиться к манифестации власти помешали добраться в Виши.

## Экономика
Город известен своими лечебными минеральными источниками, обнаруженными ещё в эпоху римлян. Местные столовые минеральные воды получили мировую известность (источники Vichy Célestins, Vichy Saint-Yorre), но не менее известны пастилки Виши, которые изготавливаются методом выпаривания солей из родниковых вод Виши.
Активность в сфере красоты и здоровья (в городе работают лаборатории французской группы L’Oréal), также дала возможность популяризировать название города во всём мире под маркой Лабораторий Виши.
В отличие от других крупных городов департамента Алье, например, промышленного Монлюсона или административного Мулена, экономика района Виши весьма разнообразна. С первого взгляда Виши является исключительно туристическим городом и бальнеологическим курортом, однако на самом деле это индустриальный город (что доказывается тем фактом, что доля трудоспособного городского населения, занятого в промышленном производстве, превышает средний уровень во Франции). Предприятия Виши специализируются на косметической продукции, обработке пластмасс, механических устройствах, электронике и продуктах питания (кондитерская и мясная промышленность). В промышленном секторе представлено только несколько крупных предприятий, основная доля продукции выпускается малыми и средними предприятиями. Помимо производственного сектора, в Виши развита сфера услуг на базе термальных источников и, в особенности, в сегменте поддержания формы, усиленное развитие которого в Виши призвано сгладить негативные последствия упадка медицинской бальнеологии.

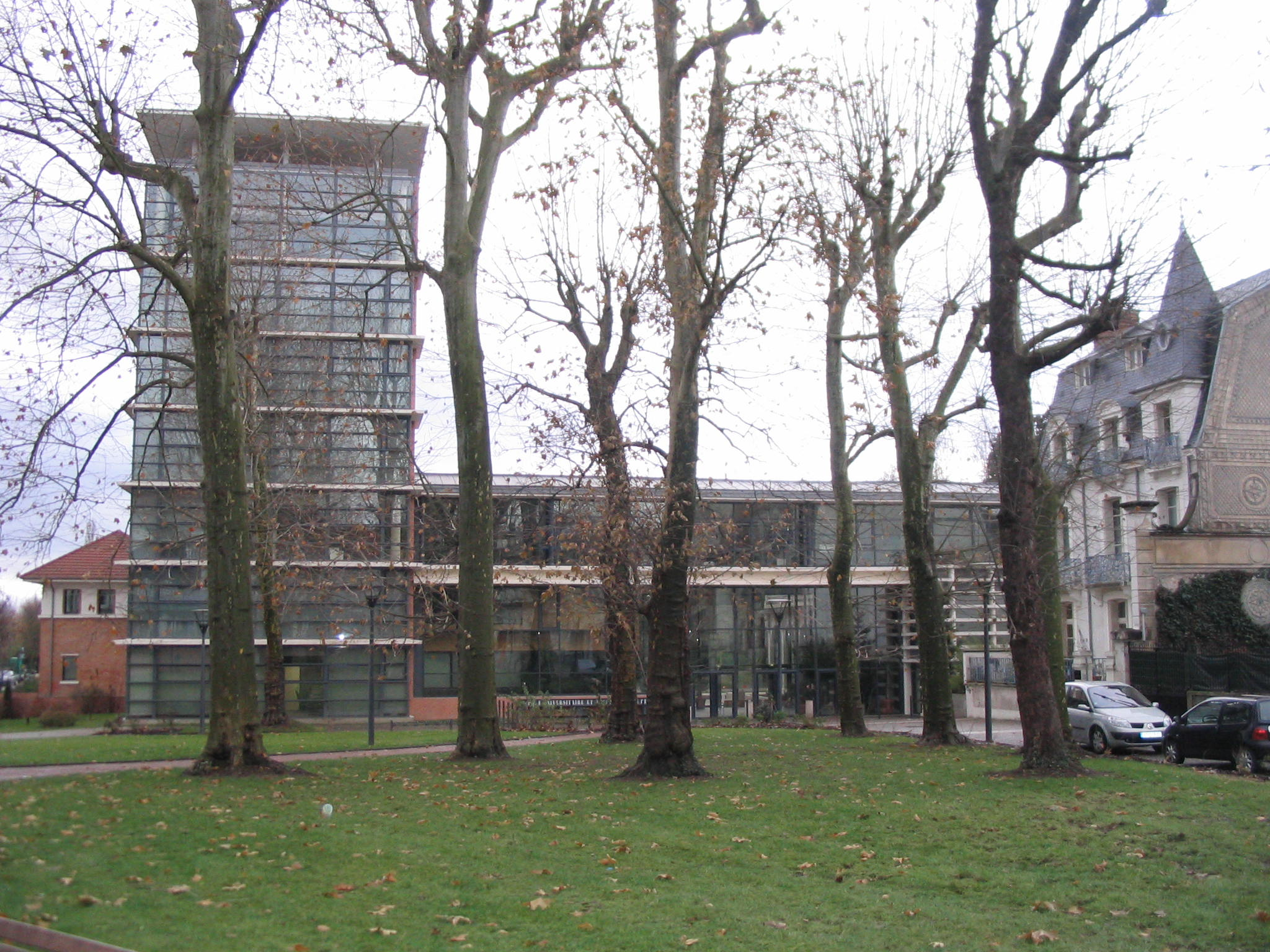
Университетский центр Ларди

Тем не менее, три самых крупных работодателя в Виши принадлежат к бюджетной отрасли экономики: центральная больница (2000 человек), мэрия (720 человек) и лицей Пресле (370 человек).
Университетский и технологический центр Ларди был открыт в середине 1990-х годов в рамках проекта развития неосвоенных сегментов термального дела. Его основная задача — способствование экономическому развитию Виши. Университетский городок в центре города занимает площадь 9000 квадратных метров и принимает 600 студентов. Его выпускники с большой вероятностью смогут поступить в школу кинезитерапии в Виши.
Дворец конгрессов в Виши принимает, главным образом, съезды профессиональных ассоциаций и научных сообществ. Площадь центра составляет 1800 квадратных метров, разделенная на 2 зала пленарных заседаний и 15 малых салонов. Обеспечивая городу 25000 посетителей в год, съезды становятся более доходным для города бизнесом, чем бальнеология, которая в наше время привлекает в Виши не более 12000 курортников ежегодно. Стратегической задачей термальных центров является отход от терапевтических показаний и перепрофилирование на общеукрепляющие процедуры со сроком пребывания курортника меньше классических трёх недель.
Виши, наряду с Муленом, принимает у себя Торгово-промышленную палату Мулен—Виши.

## Транспорт

### Автомобильные дороги
Через город, а также через всю агломерацию Виши, не проходит ни одной скоростной автомагистрали. Среди всех французских агломераций Виши является единственной агломераций с населением выше 100 000 человек, не имеющей выхода к скоростным автомагистралям. Ближайшая к Виши автострада — A719 — находится на расстоянии 16 километров от города. Открытая в 1997 году, ожидается, что эта магистраль будет продолжена до границ Виши к 2015 году. Трасса A89 находится на расстоянии 35 км от Виши.

### Железнодорожный транспорт

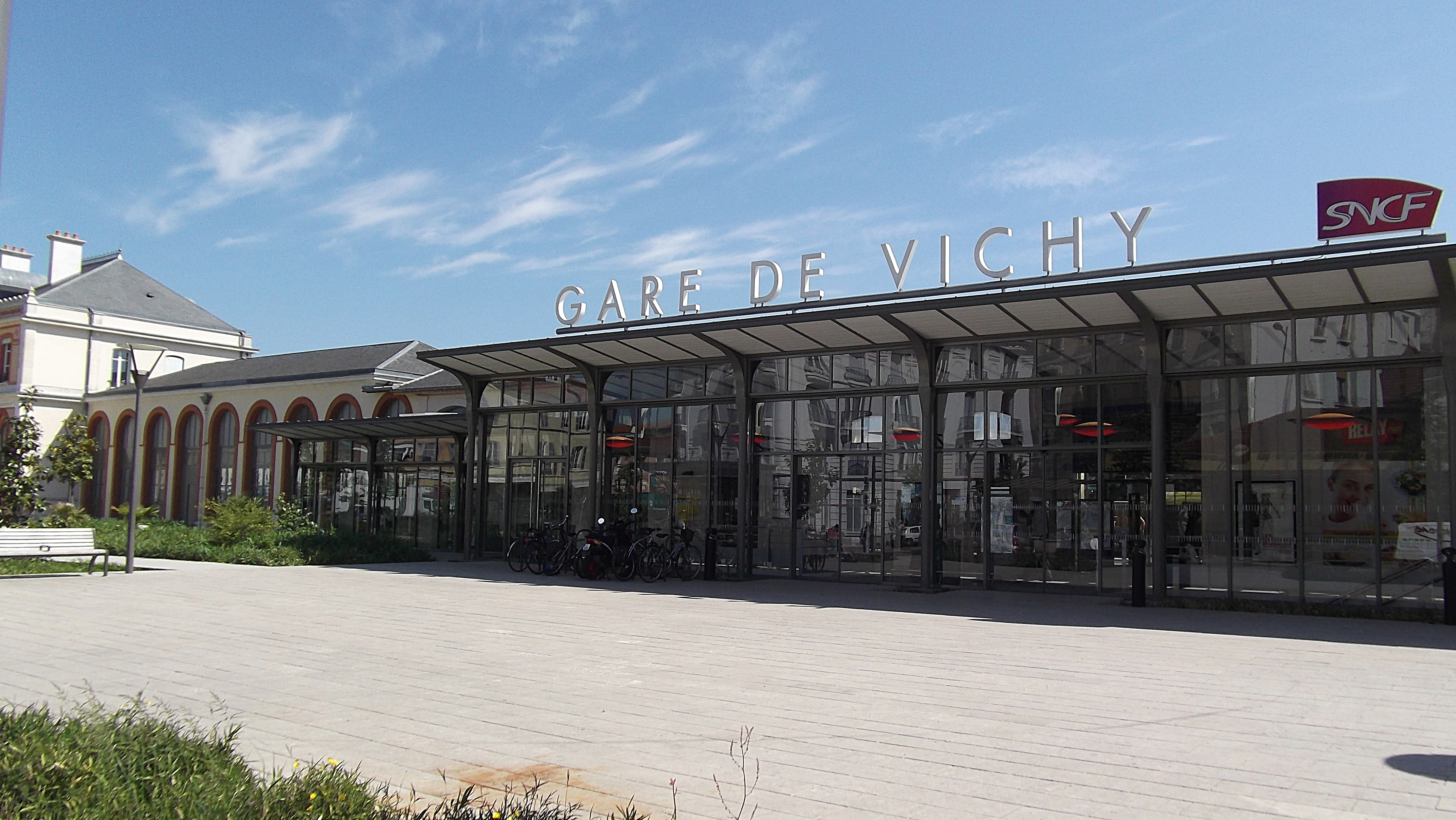
Вокзал Виши

Город Виши обслуживается железнодорожной сетью Intercités в направлении Парижа (до вокзал Берси-Бургонь-Пэи д'Овернь) и региональной столицы Клермон-Феррана. Поезда региональной сети TER связывают Виши с городами Клермон-Ферран / Роан / Лион, Мулен, междугородные автобусы TER курсируют в Пешадуар, Арланк и Монлюсон.
Существует проект строительства небольшого вокзала в городском квартале «Крылья» (quartier des Ailes), который должен обслуживать будущую линию трамвая-поезда агломерации Vichy Val d’Allier, а также железнодорожную линию TER Auvergne [fr] Мулен — Клермон-Ферран.

### Городской транспорт
Агломерацию Виши обслуживает городская транспортная компания MobiVie. Сеть её маршрутов (9 линий, 7 из которых проходят по территории Виши) была введена в эксплуатацию 30 августа 2010 года.
Через Виши также проходят линии 28, 55 и 69 транспортной сети Transdôme.

### Воздушный транспорт
В 45 минутах езды от Виши расположен международный аэропорт Клермон-Ферран Овернь. Также Виши обслуживается местным аэропортом Виши—Шармей. Виши находится в 295 км от парижского аэропорта Орли.

## Культурные мероприятия и праздники
- Май: Начиная с 2008 года в Виши устраивается городской праздник Виши чествует Наполеона III по случаю 200-летия рождения Наполеона III в 2008 году, и затем, в 2011 году по случаю 150-летия прибытия Наполеона III в Виши.
- Лето: Четверги в Виши
- Лето: Начиная с 2007 года устраиваются анимационные и культурные мероприятия под общим названием Vichy Nouvelle Vague[22]. Эти мероприятия, цель которых в оживлении городской жизни, развитии туризма, привлечении местных талантов, потребовали проведения мелиорационных работ на реке Алье[22].

Купание в реке Алье в городской черте было официально разрешено в 1956 году на левом берегу выше по течению от моста Бельрив. 15 июля 1966 года муниципалитет также выдал разрешение на купание на правом берегу; однако в июле 1969 года постановлением префектуры разрешение было отозвано. Начиная с 2007 года купание в Алье снова разрешено. На реке обустроен наблюдаемый пляж размером 70 × 25 метров и глубина реки в этом месте составляет 2,5 метра.

## Минеральные воды Виши
Достоинства тёплых минеральных источников Виши были известны ещё римлянам. Эти термальные воды снова вошли в моду начиная с XVIII века. Вода в таких минеральных источниках насыщена гидрокарбонатом натрия, углекислым газом и множеством важных химических элементов. Курортники, посещающие водолечебницы, заботятся о печени, желчном пузыре, поджелудочной железе, желудке и кишечнике.
Также воды Виши используются в региональной кухне; примером тому является Морковь Виши — рецепт, по которому морковь варят в столовой минеральной воде Виши, что способствует лёгкой усвояемости овощей, позволяет сохранить их цвет и улучшить вкусовые качества без дополнительного добавления соли.
Пять главных источников минеральной воды Виши можно разделить на две категории:
|                    |                    | Источник      | Происхождение названия                                                                                              | Температура |
| ------------------ | ------------------ | ------------- | --- | ----------- |
| Теплые источники   | Источник Шомель    | Chomel        | Источник назван по имени врача, который оборудовал его в 1750 году                                                  | 43 °C       |
| Теплые источники   | Источник Гран Грий | Grande Grille | Источник обязан своим именем решётке, которая мешала скоту подходить к нему                                         | 39 °C       |
| Теплые источники   | Источник Опиталь   | Hôpital       | Источник бьёт ключом позади Казино, возле того места, где была построена первая городская больница                  | 34 °C       |
| Холодные источники | Источник Люка      | Lucas         | Названный в память о бароне Люка, медицинском инспекторе, купившем источник от имени государства в начале XIX века. | 27 °C       |
| Холодные источники | Источник Селестен  | Célestins     | Источник назван по имени бывшей монашеской обители, основанной в 1410 году, от которой осталось несколько следов.   | 22 °C       |

Кроме того, столовая минеральная вода из двух источников свободно распространяется и продается во всём мире, благодаря своим благотворным свойствам.
| Химический состав (мг/мл) | Vichy Saint-Yorre                                                                                              | Vichy Célestins                                    |
| ------------------------- | --- | -------------------------------------------------- |
| Кальций                   | 90 | 99                                                 |
| Магний                    | 11 | 8,4                                                |
| Натрий                    | 1708 | 1196                                               |
| Гидрокарбонаты            | 4368 | 3019,5                                             |
| Калий                     | 132 | 66,5                                               |
| Места отвода воды         | департамент Алье: Сен-Йор, Марьоль и Отрив департамент Пюи-де-Дом: Сен-Сильвестр-Прагулен и Сен-Прист-Брамефан | Источник Селестен Виши, бульвар президента Кеннеди |

Комментарий диетолога Béatrice de Reynal:
- Vichy Saint-Yorre: «Пальмовая ветвь среди минеральных вод, полезных для желудка, принадлежит бесспорно воде Vichy Saint-Yorre, как самой богатой гидрокарбонатами. Между тем, вследствие высокого содержания натрия, её следует умеренно потреблять людям, подверженным гипертонии и удержанию воды».
- Vichy Célestins: «Идеальная вода при проблемах с пищеварением, Vichy Célestins, также хорошая союзница на случай сильной жары, попеременно со слабонатриевыми водами. Подверженным гипертонии людям не стоить употреблять более двух стаканов этой воды в сутки».

## Памятники истории и архитектуры

### Сооружённые до 1861 года
Большая часть архитектурных памятников в Виши датирована XIX и XX веками, однако до наших дней дошли остатки нескольких более старых объектов. В их числе античный межевой столб высотой 2,35 метра, установленный сейчас в Термальном центре. Выполненный из аркозового песчаника, он датирован 248—249 годами и был найден в 1880 году неподалёку от Термального центра.
Монашеская обитель целестинцев, располагавшаяся на месте современного парка Селестен, была возведена из камня в XV веке. В апреле 1410 года Людовик II герцог де Бурбон, незадолго до своей смерти подписал акт основания монастыря монахами-целестинцами. Помимо здания обители, в комплексе были также построена библиотека, помещение для ночлега сеньоров и разбиты сады. Пользуясь хорошей репутацией, обитель получала значительный доход, и монахи процветали. По этой причине аббатство было ликвидировано папской буллой в 1777 году, а также королевским ордонансом, выпущенном годом позже. После этого в помещениях обители располагалась мэрия Виши, а в 1793 году оно было национализировано. Здание обители было разрушено в 1795 году и до наших дней дошли только его остатки.
Небольшой замок Castel Franc, располагавшийся на бульваре Кеннеди, был сооружён в камне в конце XV века на старинных городских укреплениях Виши. Жилище находилось в собственности семьи Франк. В период с 1801 по 1822 год в замке Castel Franc размещалась мэрия Виши. Фасад замка был перестроен в 1880 году в неоготическом стиле.
Павильон Севинье (бульвар Кеннеди) датирован XVII веком. В 1676 и 1677 годах маркиза де Севинье проходила в Виши курс лечения ревматизма рук и она поселилась в старой части жилища (в здании из вулканического камня Волвика).
Дом, в котором в 1884 году родился Альбер Лондр (фр. Albert Londres), французский журналист, зачинатель жанра журналистского расследования, находится на пересечении улицы rue Besse и улицы de la Porte Saint-Jean. Он был сооружён в середине XIX века и в наши дни пребывает в запустении.
Вилла Штраус (дом 4 по улице rue de Belgique) была возведена из кирпича в 1858 году в стиле нео-Людовик XIII, чтобы принять здесь дирижёра Исаака Штрауса. Но в 1861, а затем и в 1862 годах здесь останавливался император Наполеон III, поскольку предназначенное для него императорское шале ещё строилось.

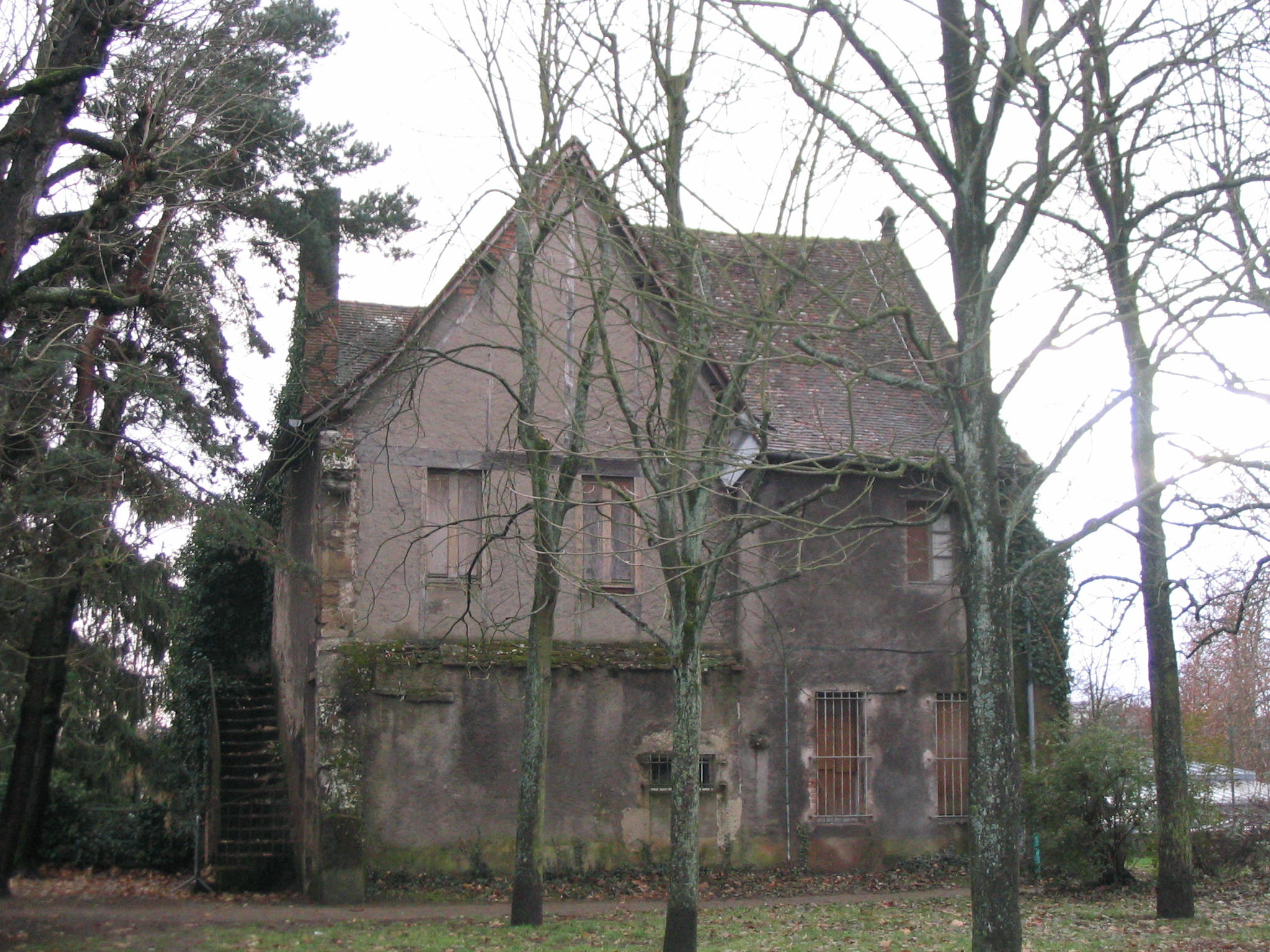
Остатки обители целестинцев над источником Селестен
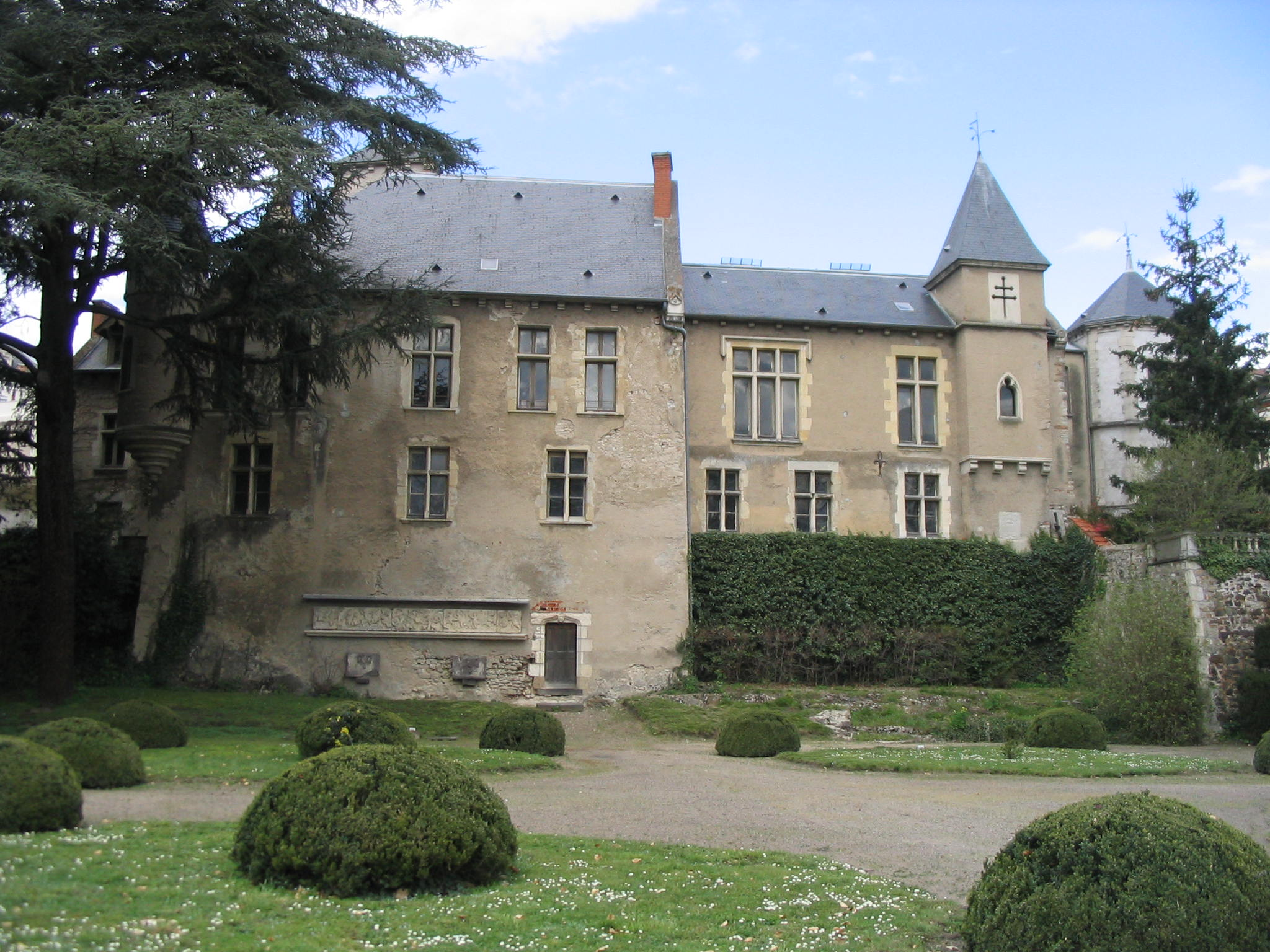
Малый замок Castel Franc
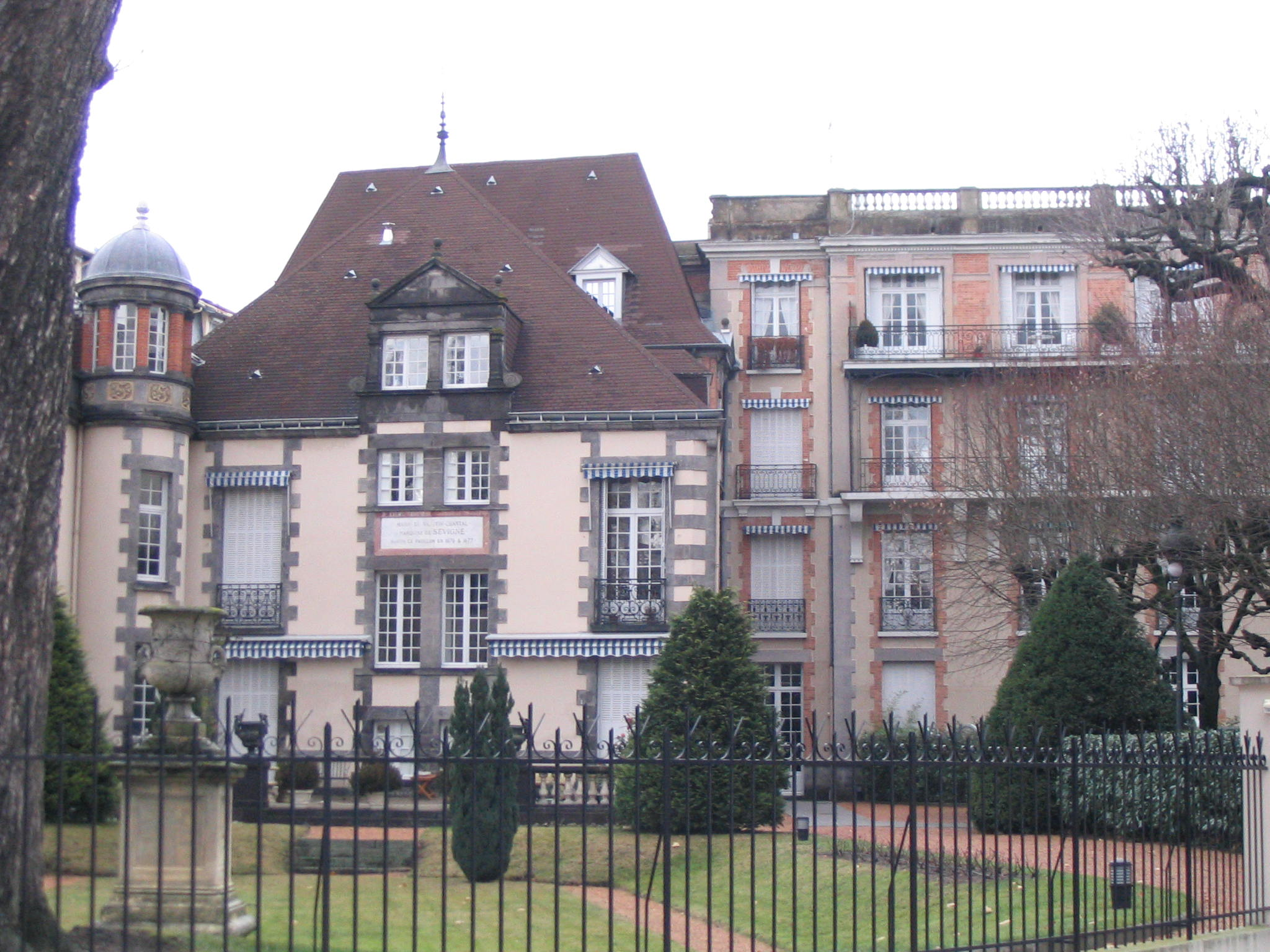
Павильон маркизы де Севинье
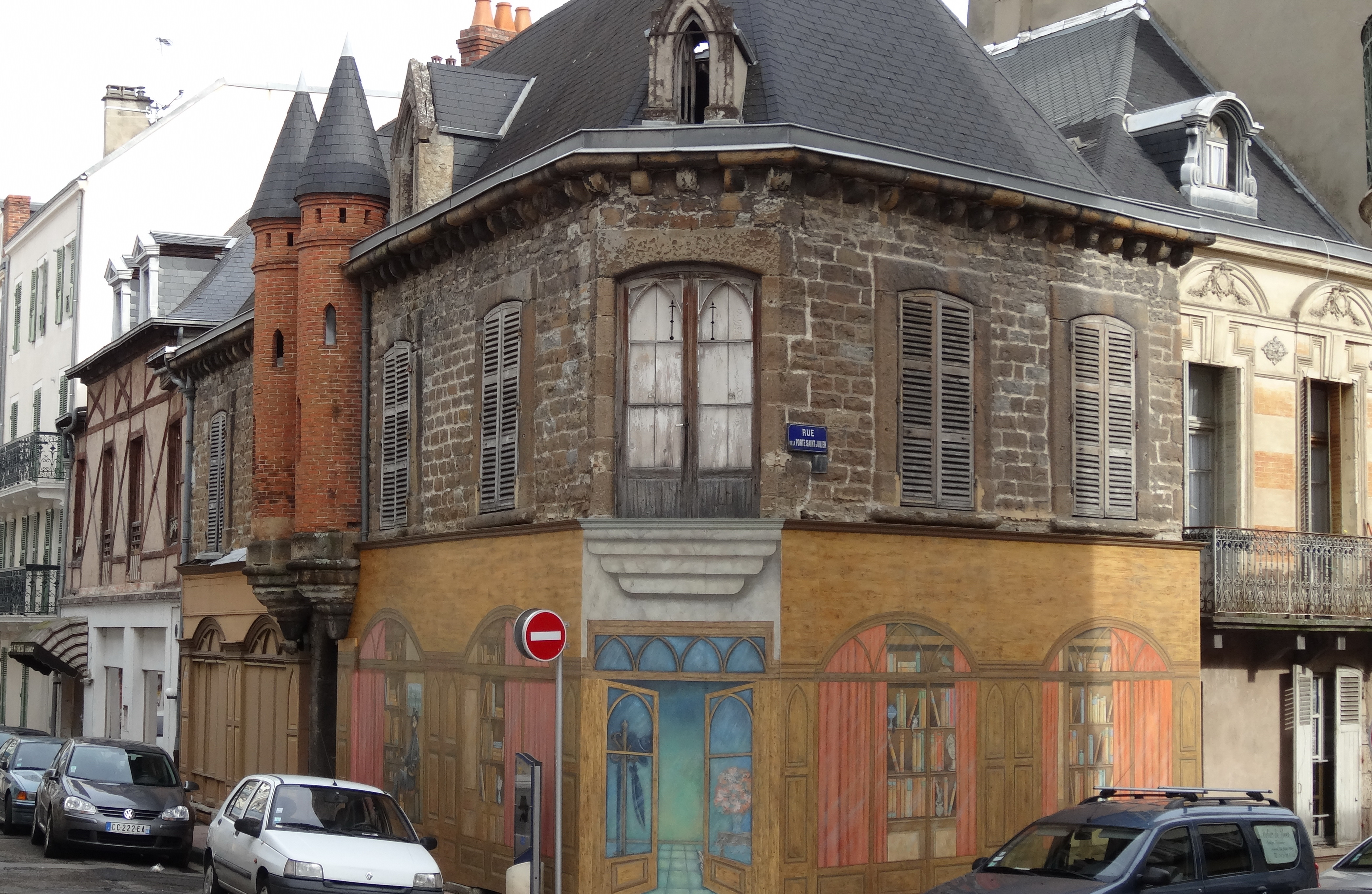
Дом, где родился Альбер Лондр

### Влияние Наполеона III в Виши: 1861—1870 годы

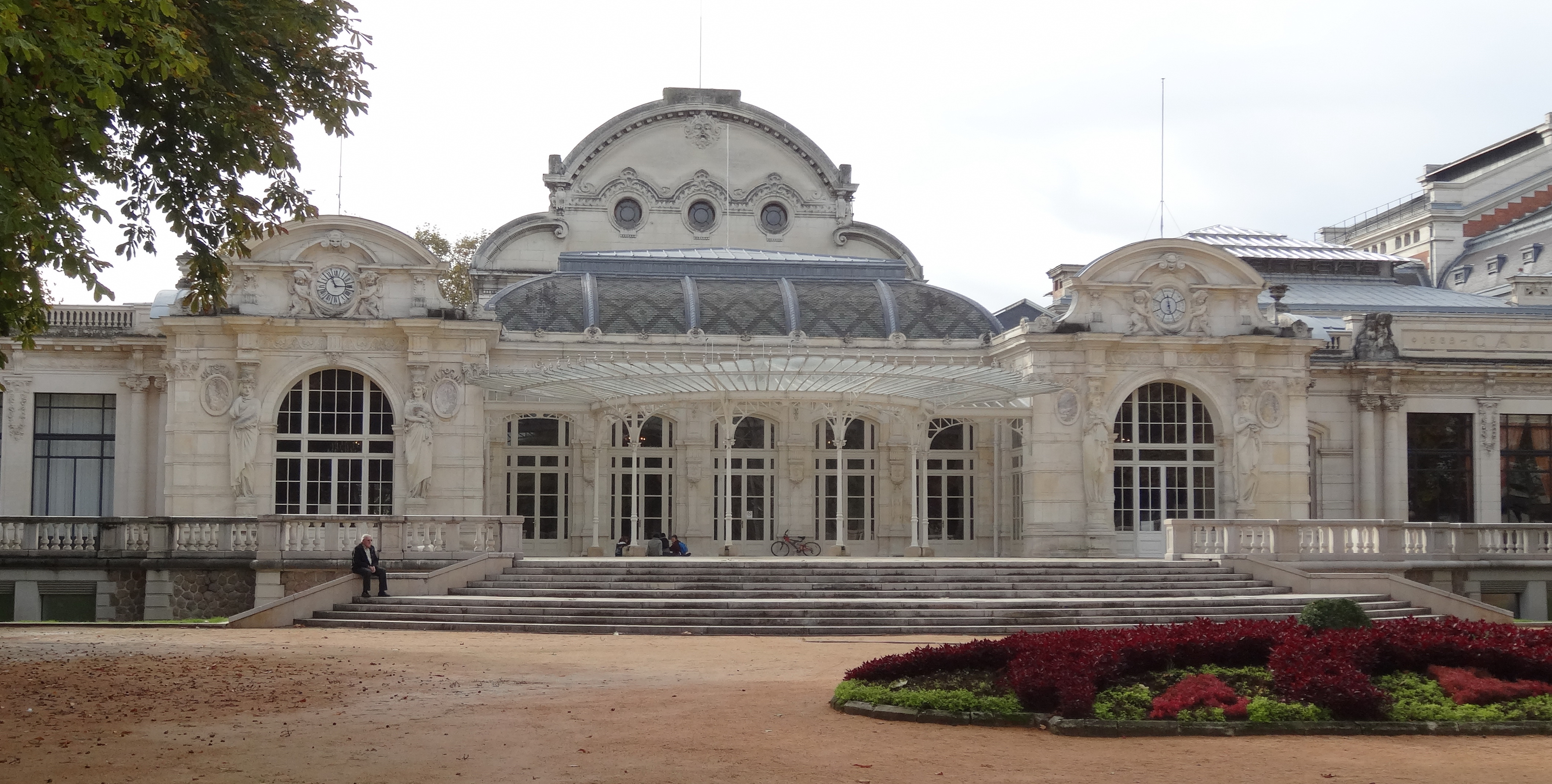
Фасад Дворца конгрессов (Казино), выходящий в Парк источников

Регулярные приезды в Виши французского императора Наполеона III (начиная с 1861 года) стали причиной крупного переустройства города, который в эти годы узнал, что такое настоящий «строительный бум», поскольку именно в этот период было построено множество престижных зданий. Дорога из Парижа в Виши стала значительно легче благодаря строительству в 1862 году железнодорожного вокзала Виши. Первый железнодорожный состав прибыл в Виши 8 мая 1862 года. Перрон был огорожен защитными витражами в стиле ар-нуво. Здание вокзала было расширено в 1977 году и полностью реставрировано в 2009 году.
В качестве частных резиденций в Виши в этот период было принято строить, главным образом, шале. Самые чарующие шале расположены на бульваре boulevard des États-Unis. Они были спроектированы архитектором Жаном Лефором и строились из кирпича и дерева. Шале Мария-Луиза (дом 109 по boulevard des États-Unis), возведённое в 1863 году, стало первым заказом императора в Виши. Он жил здесь только один сезон, поскольку выходящие на улицу окна не позволяли держать личную жизнь в секрете. Рядом (дом 109 bis) находится шале Клермон-Тоннеров, построенное Жаном Лефором в том же 1863 году из кирпича и дерева для капитана Клермон-Тоннера, который обеспечивал охрану монарха. Шале Императора (дом 107) было построено в 1864 году и стало новой резиденцией Наполеона III вместо шале Мария-Луиза. Балкон этого здания выходил в парк. Шале Роз (дом 101) было также построено в 1864 году по заказу министра финансов Франции (1861—1867) Ахилла Фульда. В этом здании ощущается влияние швейцарской и американской архитектуры.
На параллельной бульвару улице rue Alquié находились жилища, предназначенные для охраны. В этих постройках чувствуется лондонский стиль.
Парк Наполеона III украшают деревья, высаженные в 1861 и 1862 годах садовником Жозефом Мари (фр. Joseph Marie). В начале посреди парка протекал искусственный ручей, в наше время заменённый на два пруда.
Казино (в настоящее время — дворец конгрессов) было сооружено в камне в 1865 году. В его составе был театр, бальный зал, читальный зал и веранда. В 1995 году казино было перестроено во дворец конгрессов. Южный фасад здания, выходящий на улицу rue du Casino, выполнен в стиле нео-Людовик XIII. Северный фасад, смотрящий в парк, выполнен в нео-барочном стиле. Он состоит из центральной части и двух фасадных выступов, украшенных четырьмя кариатидами, представляющими времена года. Кариатиды поддерживают два фронтона, в левом установлены часы, а в правом — барометр. В 1901 году казино было расширено добавлением каменного здания, в котором находились салоны, прогулочная галерея, большой холл и театр. Театральный зал был рассчитан на 1400 мест.
Виши продолжал притягивать удачливых людей, которые даже после падения Второй империи стремились построить здесь свои резиденции.

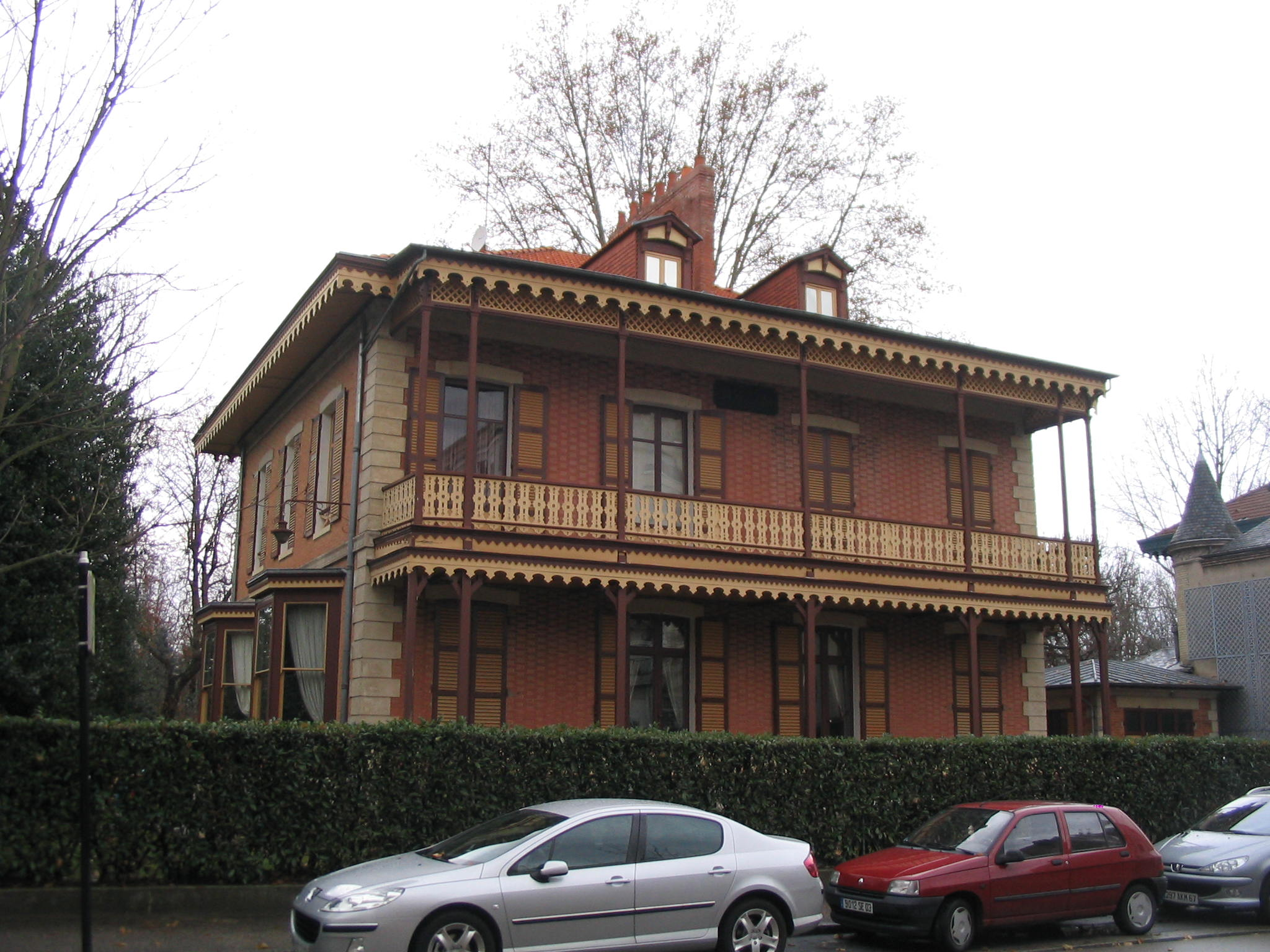
Шале Мария Луиза
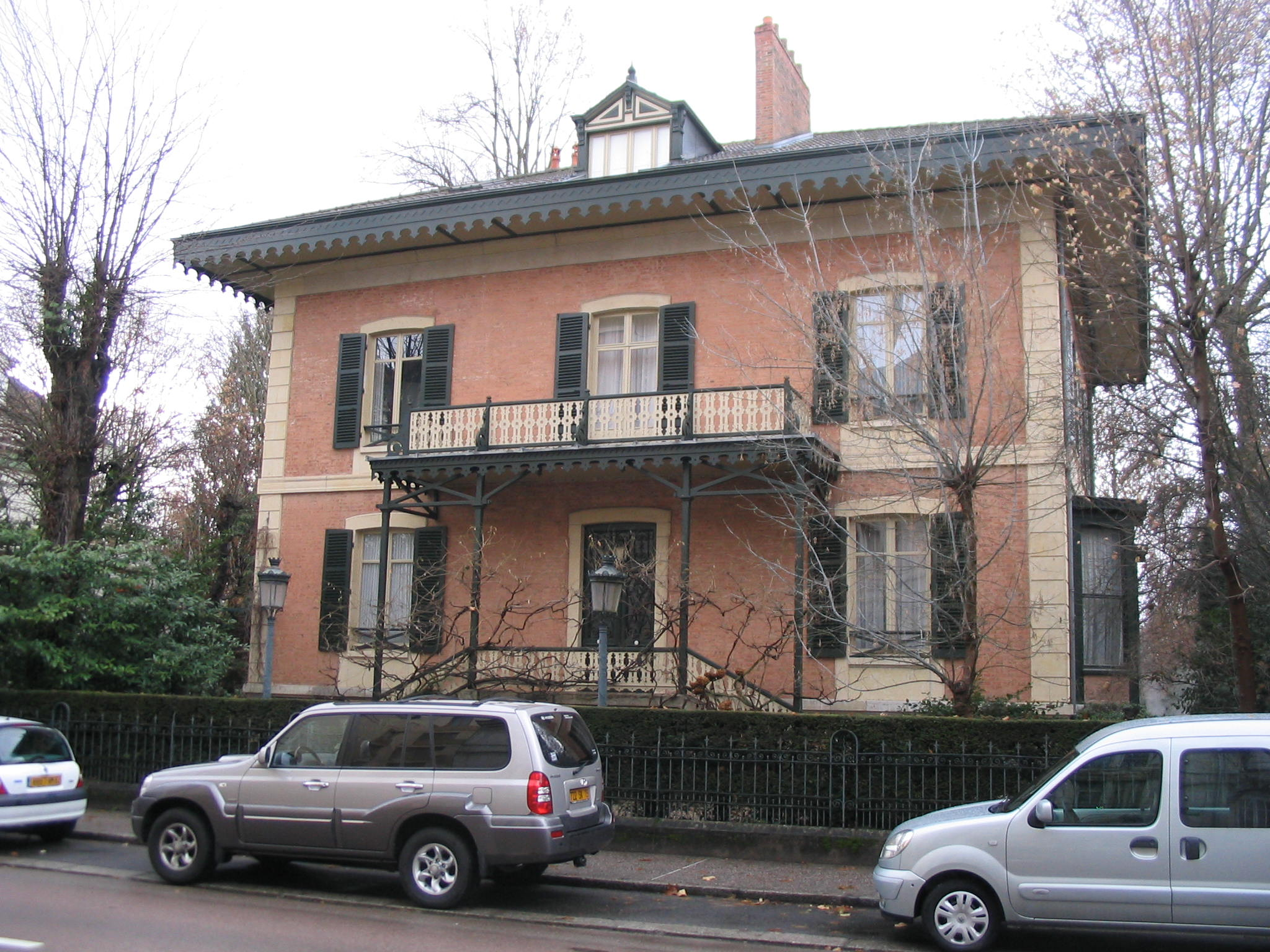
Шале императора
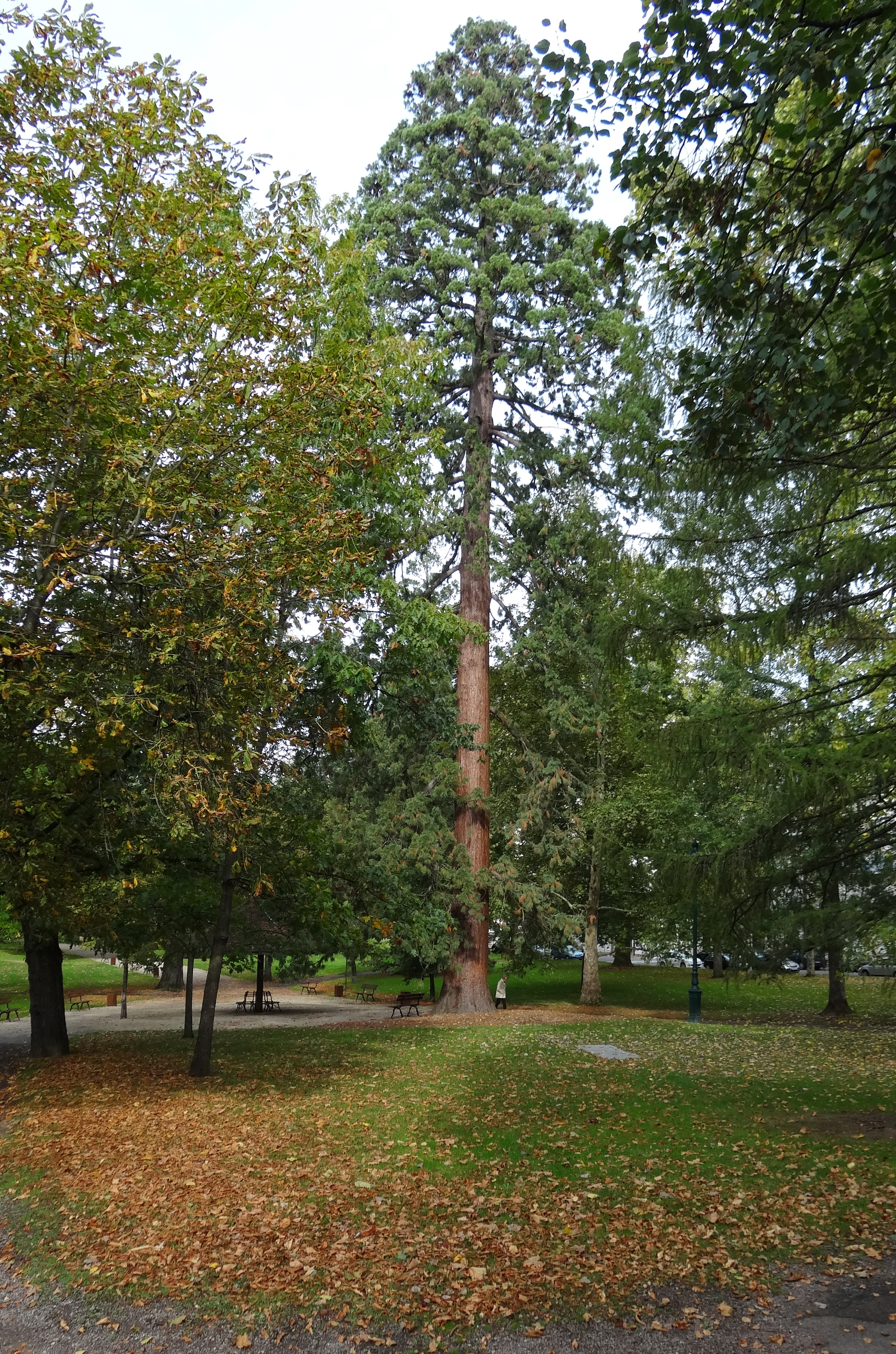
Гигантская секвойя в парке Наполеона III
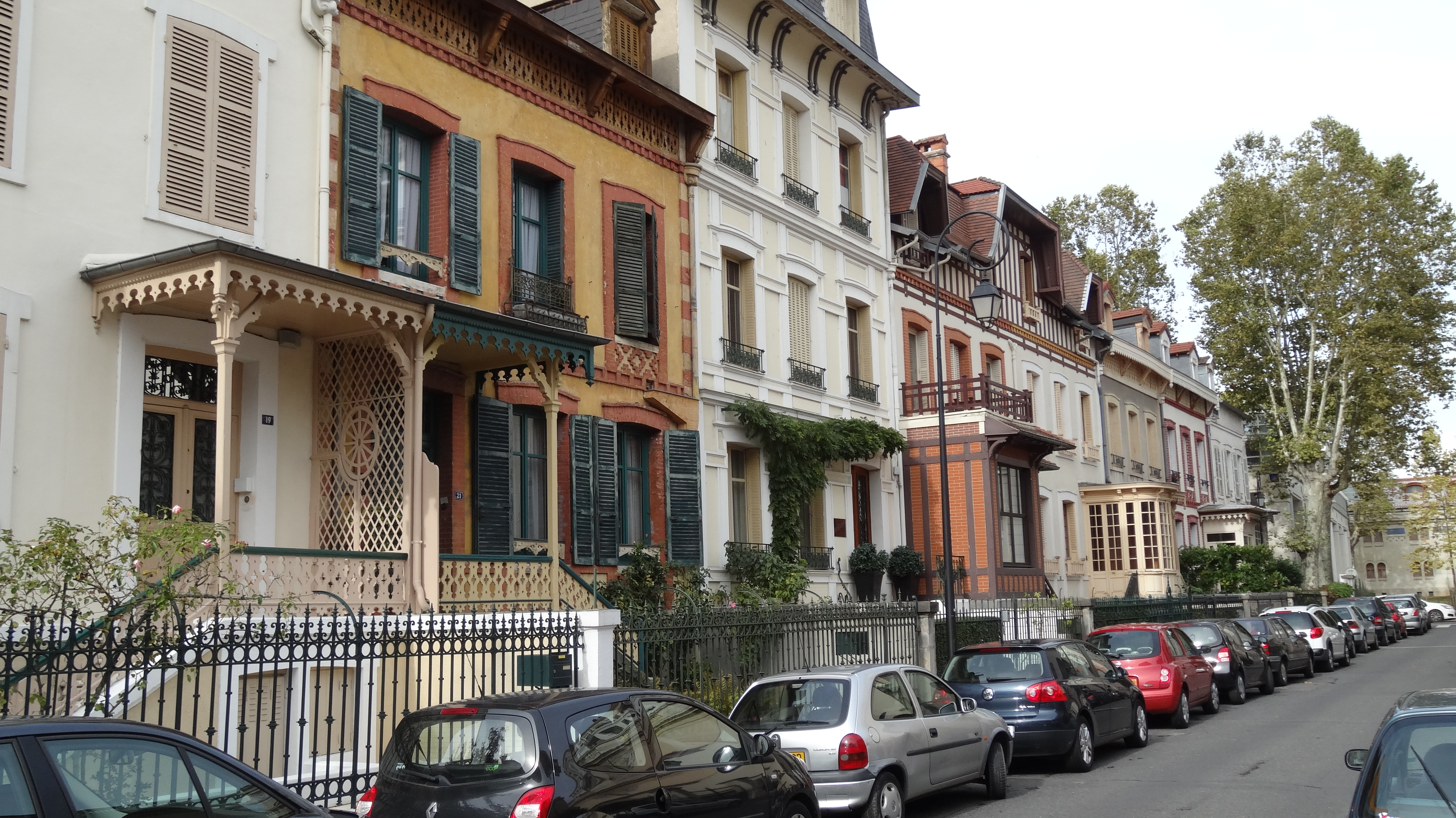
Улица rue Alquié

### С 1870 года по 1944 год
Улица rue Hubert-Colombier, очень сильно напоминающая парижские улицы, была застроена в этот период красивыми особняками различных стилей, большая часть которых внесена в дополнительный список национальных исторических памятников Франции:
- Дом 5 — villa Victor-Hugo, выполненная в камне и кирпиче в стиле нео-Людовик XIII;
- Дом 9 — villa Van Dyck, выполненная в кирпиче, по мотивам фламандского Ренессанса;
- Дом 11 — villa Jurietti (частный городской особняк) была возведена между 1895 и 1897 годами из камня в стиле неоренессанса;
- Дом 12 — внушительная вилла, построенная в 1900 году, увенчанная ротондой с куполом в шифере; после недавней чистки её фасада обнаружилась первоначальная белизна камня (в годы Второй мировой войны здесь находилось посольство прежнего королевства Сиам);
- На перекрёстке улиц Hubert-Colombier и du Maréchal-Foch расположено шале охраны (долгое время вся улица находилась в частной собственности), построенное в 1896 году из камня и дерева.

Замечательным образцом стиля ар-нуво является вилла на улице rue de Strasbourg, сооружённая из камня в начале XX столетия.
Архитектура бальнеолечебниц и термальных заведений города также заслуживает большого внимания. В 1881 году было начато возведение лечебного учреждения (дом 16 на проспекте avenue Thermale) с фасадом в стиле нео-барокко.
Павильон источника Селестен был возведён в 1908 году по проекту архитектора Люсьена Вог (фр. Lucien Woog) из камня, дерева и с использованием искусственного мрамора. Овальная форма павильона гармонично дополнена аркадой правильных полуокружностей. Под сводами павильона расположена широкая чаша, наполненная водами источника Селестен (столовая минеральная вода).
Зал источников, находящийся в парке Источников, выполнен из металлических и деревянных конструкций. Изначально построенный в 1902 году, павильон был реконструирован в 1977 году. В ходе этих работ в здание подвели воду из всех пяти источников Виши.
Рядом с Залом источников находится Большой термальный центр Dômes с куполами, который строился с 1899 по 1903 год по проекту архитектора Шарля Лекёра (фр. Charles Le Cœur). Здание, построенное из песчаника, имеет длину 170 метров и выполнено в мавританском стиле. В холле представлены две примечательные картины, Ручей (1903 год) кисти Альфонса Осбера, на которой персонажи утоляют жажду из ручья, и Купание (1904 год), где мастер изобразил купающихся женщин. Обе работы отличаются ригидностью тел персонажей, характерной для стиля символизма.
Среди религиозных сооружений, возведённых в Виши в этот период, особенного внимания достойна церковь Notre-Dame-des-Malades (улица rue d’Allier), примыкающая к церкви Сен-Блез. Здание, строившееся с 1925 по 1931 год из бетона, украшает купол высотой 42 метра. Интерьер церкви декорирован братьями Момежан (фр. Mauméjean) фресками в трёх частях: Ветхий Завет, Новый Завет (Хлодвиг, Людовик XIII и Людовик XVI) и Распятие. Колокольня была построена в 1956 году.
Главпочтамт представляет собой гранитное здание, возведённое в 1935 году на площади place Charles-de-Gaulle. Проект выполнил архитектор Леон Азема, который имел к тому времени опыт возведения коммуникационных объектов. Фасад здания напоминает фасад парижского Социального и экономического совета. Установленная здесь мощная телефонная станция стала одной из причин выбора Виши в качестве резиденции французского правительства в 1940 году.

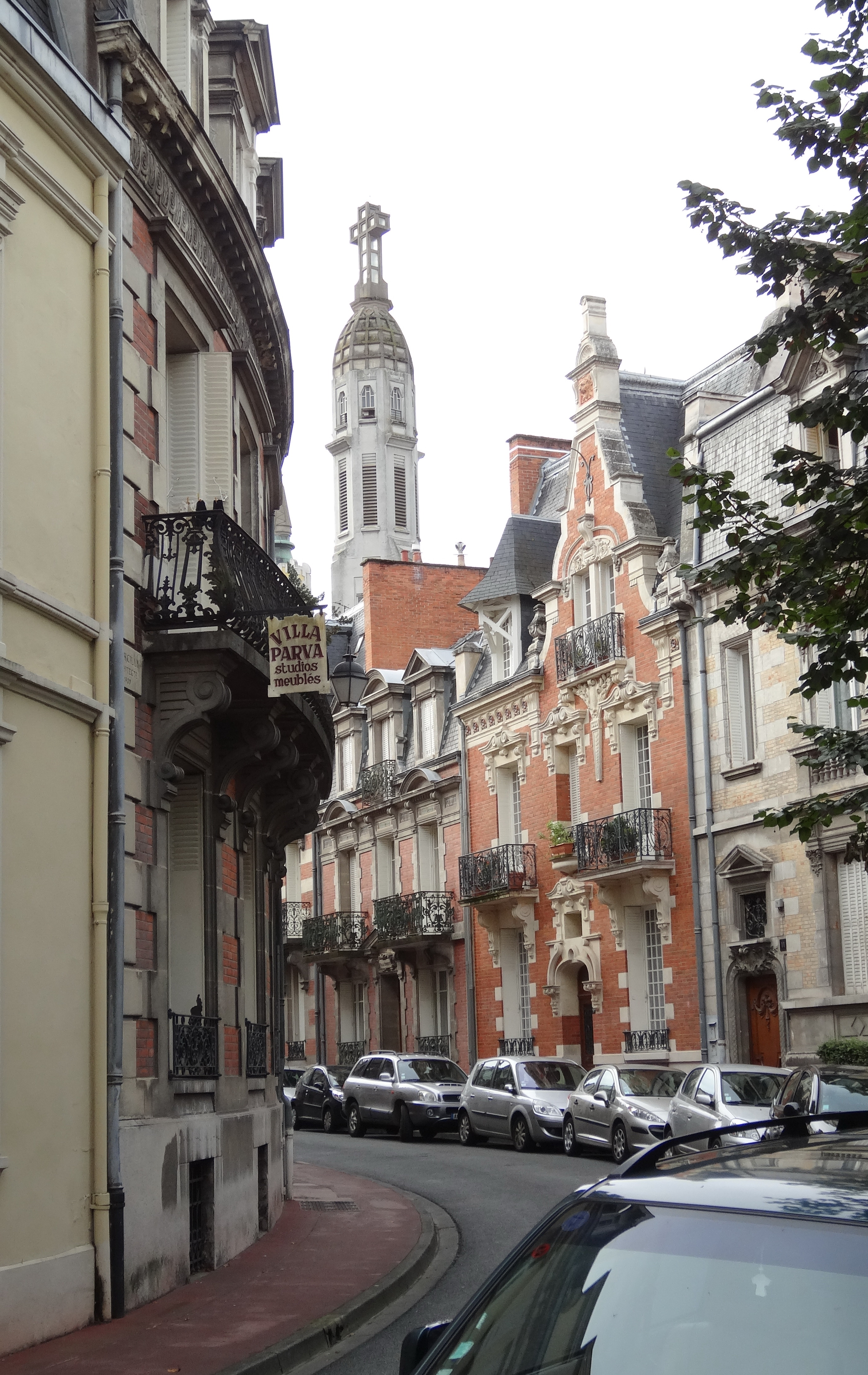
Улица rue Hubert-Colombier
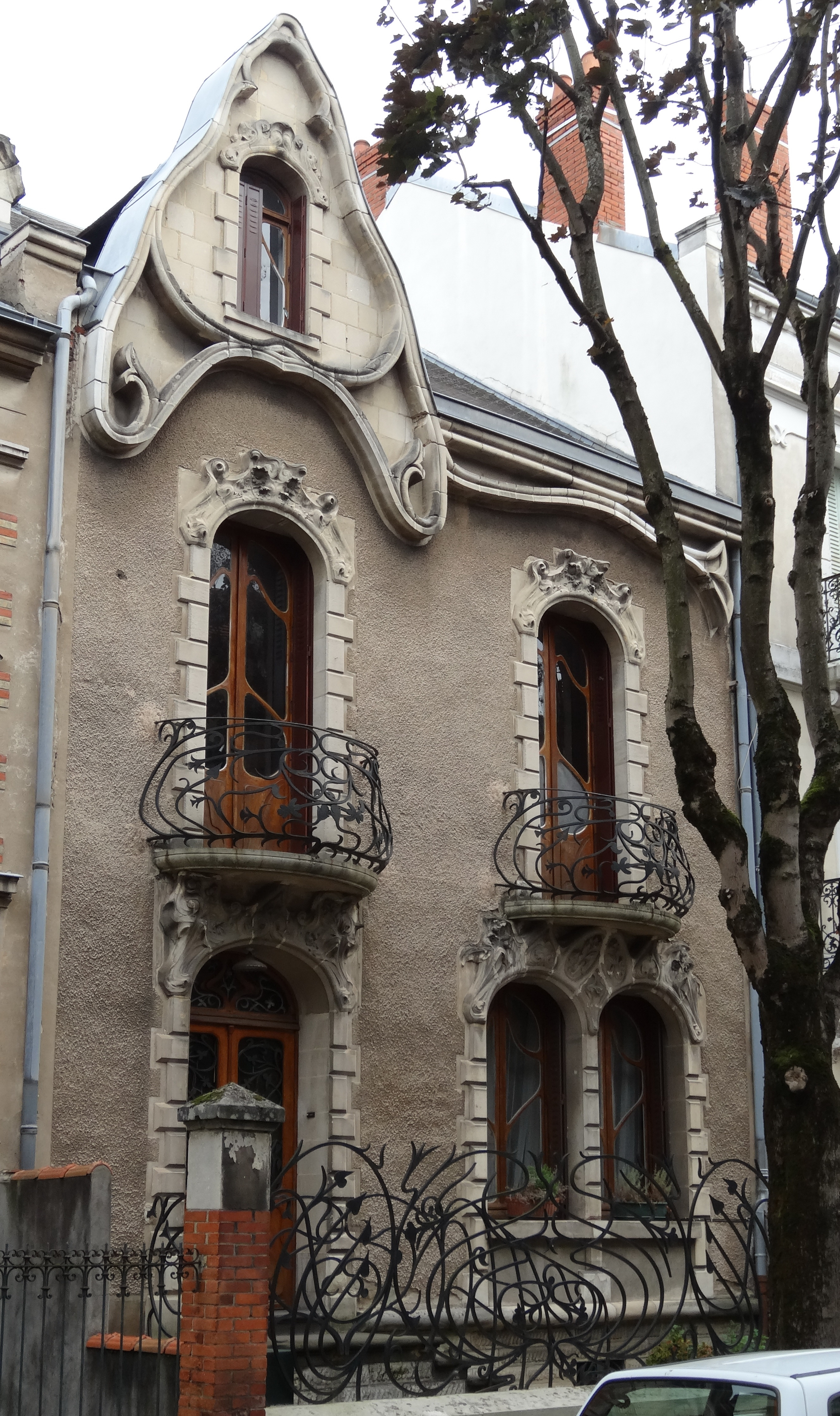
Вилла в стиле ар-нуво
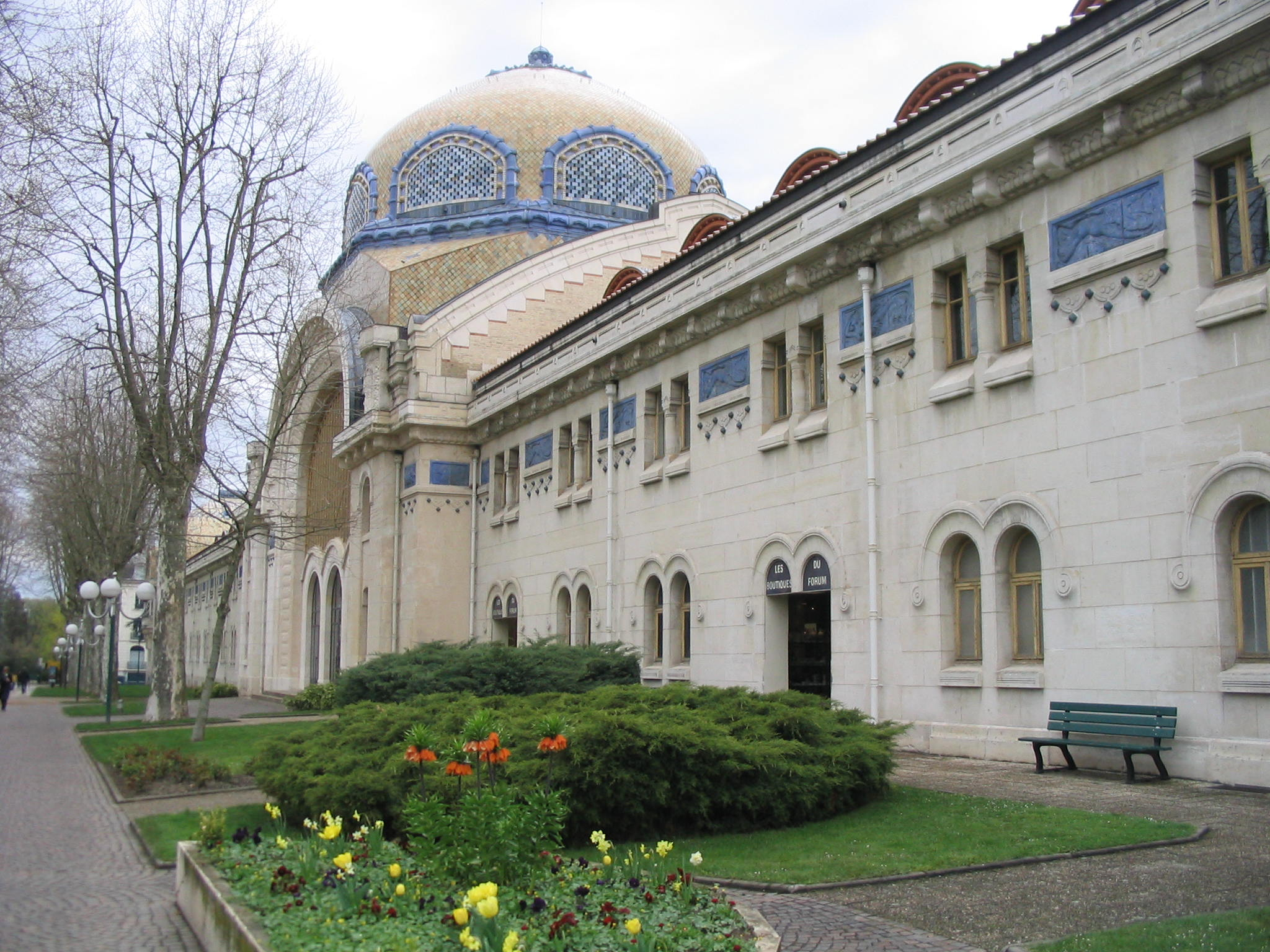
Термальный центр в Виши Centre des Dômes
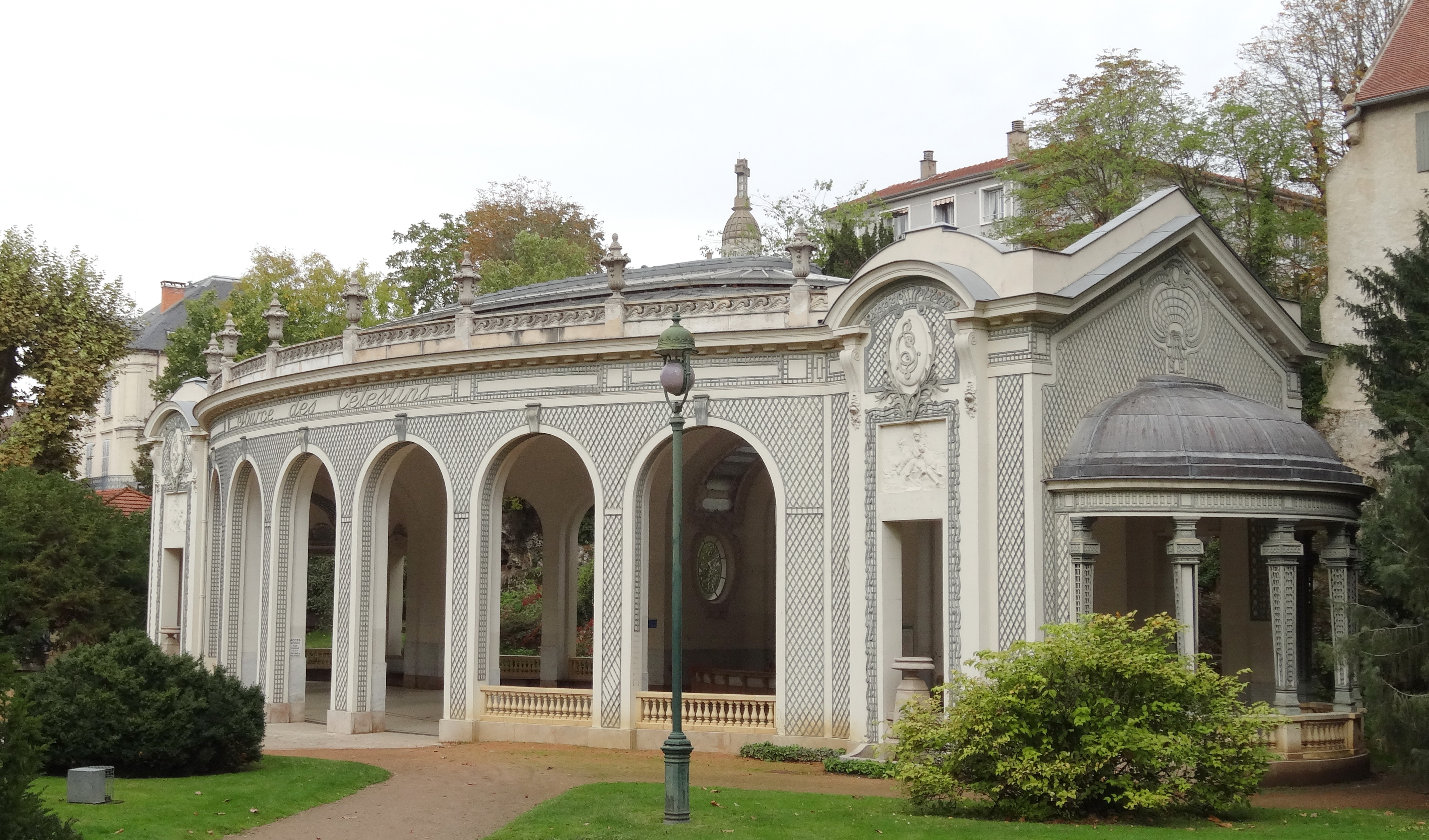
Павильон с источником Célestins

### После Второй мировой войны
В 1960-х годах по инициативе мэра Пьера Кулона в Виши началась реализация строительной программы, которая придала городу современный облик, дошедший до наших дней. Были построены новые жилые кварталы, а река Алье была перегорожена для устройства озера, предназначенного для отдыха горожан.
Плотина (мост Европы) была сооружена из бетона в 1963 году. Она выполняет функцию плотины и моста и содержит 7 секций по 30 метров каждая.
Круглая беседка (ротонда) на озере была построена из бетона в том же году. В ней размещался круговой ресторан над Алье. После смены владельца ресторан был снова открыт в 2009 году.

## Виши в искусстве

### Литературные произведения
События одного из детективных романов писателя Жоржа Сименона разворачиваются в Виши. Речь идёт о романе Мегрэ в Виши, опубликованном в 1967 году. Герой романа, комиссар Мегрэ получил от своего лечащего врача направление на курорт, куда он и отправился вместе со своей супругой Луизой. Убийство женщины, примеченной Мегрэ вскоре после прибытия в Виши, почти полностью вытеснено рассказами о самом комиссаре и описанием особенной обстановки, царившей на бальнеологическом курорте.
В Виши происходят события пьесы Артура Миллера «Это случилось в Виши».

### Кинематограф
- В 1987 году Клод Шаброль снял в Виши фильм Крик совы.
- В сентябре 2002 года режиссёр Жан-Поль Раппно снял сцены для фильма Счастливого пути в Виши в отеле Aletti Palace. В массовке участвовало более 150 жителей Виши.
- В 2008 году был снят полуторачасовой телевизионный документальный фильм Миттеран в Виши.
- В феврале 2008 года в Виши снимались сцены для телевизионного фильма Коко Шанель. Съёмки проходили в отеле Aletti Palace, в салоне Наполеона III, а также в большом зале Оперного театра.